# Serio
Jonathán Pérez, más conocido como Serio, es un artista de Chicano Rap mexicano-estadounidense de Los Ángeles, California Estados Unidos.

## Biografía
Cuando Serio era un niño, su abuela le dijo que él siempre tenía una mirada muy seria. Fue por esa razón que le dio el apodo de "Serio".
Uno de los primeros recuerdos de la infancia de Serio fue cuando él estaba jugando afuera y con su primo mayor, José, y un amigo pasando el rato. Cuando de repente un coche extraño se acercó y disparó. Su primo José sobrevivió pero su amigo fue asesinado. Esta es sólo una de las muchas razones por la que Serio tiene un carácter muy serio y la principal razón que su madre lo mandó a vivir en al noroeste.
Poco después de salir de Los Ángeles, él primo de Serio, Ramón, que era como un hermano para él, fue asesinado a la edad de 13 años. En los primeros meses de vivir en él Noroeste, Serio se dirigía de regreso a Los Ángeles para asistir al funeral de su primo. Fue durante su regreso hacia él noroeste que Serio se enfocó en escribir canciones de rap para expresar los eventos de su juventud.
Cuando apenas empezó a rapear, lo hacía en frente de sus amigos y en fiestas. La gente siempre le dijo que era muy bueno, pero él era su peor crítico. Se sorprendió de que nadie le diera ningún voto negativo. De hecho, él mismo dudaba tanto de sí mismo de que un día tomó todos sus cuadernos, llenos de letras, y los arrojó en la basura afuera de una estación de gasolina. Así nunca pudriera volver a encontrarlos. No le veía ninguna razón en tenerlos ya que, según él, no era tan bueno como todos decían. Pronto se olvidó de los cuadernos.

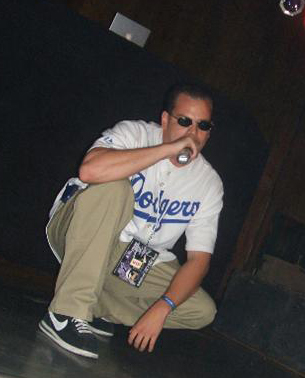
Serio durante su gira de conciertos en 2009.

No mucho después de eso, Serio fue arrestado y acusado como un adulto por su presunta participación en un tiroteo. Él no escribió o rapeo en absoluto durante su primera sentencia. Serio simplemente hizo su tiempo y salió. Después de ser liberado, descubrió que uno de sus amigos se había metido en él negocio de la música y estaba haciendo beats mientras él estaba encerrado. Su amigo recordó que a Serio le gustaba escribir y rapear antes de ser detenido, por lo que pensó que todavía seguía en la música. Serio le dijo que él ya no escribía o cantaba. Su amigo compartió que mientras él estaba haciendo beats, que siempre imaginaba a Serio rapeando a ellos. Serio todavía se negó a participar. Poco después de ser liberado, fue arrestado de otra vez. Esta vez, fue acusado por su presunta participación en un robo y posesión de armas de fuego robadas. No fue hasta que él cumplía una condena por los delitos que se encontró con otro chicano que también le gustaba él rap. Él rapeaba sus canciones y Serio escuchaba. Un día, Serio le dijo a su amigo que él antes escribía rap y un poco de sí mismo. Entonces, su amigo lo convenció para escribir una canción. Serio canto su primera canción ese día y la escribió en un pedazo de papel en su celda. Él la llamó, "Nightmares Turned Into Reality". Al día siguiente, salió a la yarda y rapeo la canción a su amigo. A su amigo le encantó tanto, que le dijo que él realmente debería hacer esto para ganarse la vida cuando saliera. Durante este tiempo, él amigo de Serio lo empujaba para que siguiera rapeando. De hecho, un día, su amigo reunió a los homies en la yarda y les dijo a todos que "Serio" iba a rapear una canción de para ellos. Al principio, la gente se rio ya que nadie sabía que rapeaba. Su amigo, convencido de que Serio tenía talento, les dijo que se callaran y escucharan. Después de que Serio termina rapeando, la gente le comenzó a preguntar, "¿Cuándo salía el álbum a la venta?" ¡Estaban hablando en serio! Todos lo empujaron a que siguiera rapeando, y es lo que hizo. Serio, básicamente, escribió su primer disco completo (así como el material que se utilizaría en CD en el futuro) mientras estaba encarcelado.

## Carrera de la música
Cuando salió por segunda vez y estaba en libertad condicional, se decidió a sacar un CD. No sabía cómo, pero estaba decidido a tener éxito. Alguien recomendó un estudio, por lo que se reunió con él dueño y lo hicieron posible. Serio formó su primer álbum en un par de meses, que fue una gran sorpresa a los empleados del estudio. Habían estado en él negocio de la música por un tiempo, también pasado varios años en otros proyectos aún sin terminar, y los sorprendió que alguien tan nuevo a la industria pudiera hacer las cosas tan fácilmente. En ese momento, no sabía nada acerca de la comercialización, la publicidad, él radio, o Internet. Básicamente, comenzó a promover su música haciendo shows, fiestas y venta de mercancía de la cajuela de su coche. Continuando haciendo sus negocios empezó a conocer a más gente en la industria. Aprendió muy rápidamente cómo él negocio de la música realmente funcionaba. Las ventajas de utilizar la Internet y medios sociales para comercializar y promocionar su música eran interminables.
Hizo su debut profesional como artista de rap en 2005, haciendo shows y lanzando su primer éxito, " They Call Me Serio" antes de su lanzamiento de su primer álbum. En 2006, Serio

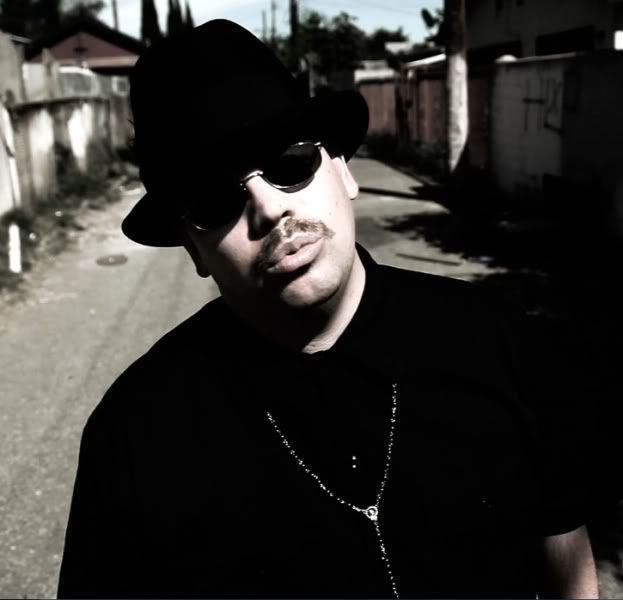
Serio en 2011 durante filmación de su video musical "I'll Never Forget".

lanzó su primer álbum,. "Nightmares Turned Into Reality", que es uno de los álbumes más populares y de mayor venta de Serio de todos los tiempos, vendiendo más de 150.000 unidades. Más tarde, uno de sus sencillos,"I Got To Have You" ganó rotación en emisoras seleccionadas de radio en todo el país. Este fue un gran logro para un artista de chicano rap de Los Ángeles.
 En él 2008, para dar una muestra su próximo álbum, Serio lanzó él sencillo "Serio Controla". Esta canción iba a ser incluida en su segundo álbum, "Part 2: The Revenge of Serio", lanzado en él 2009. Esta vez, su CD incluyó una aparición de, nada más y menos que el padrino de Chicano Rap, Kid Frost, "In LA". En el 2010, Serio siguió a su primera gira internacional. Además de rapear en los Estados Unidos, visitó México, Japón, España, Alemania, Francia, Países Bajos y Australia.
.
En 2011, Pérez registro su seudónimo, "Serio". Con su recién adquirida fama llegó fanes de todo el mundo y con lo bueno, viene lo malo. Por desgracia, la gente comenzó a utilizar el nombre, "Serio" para engañar a los fanes y desviar las búsquedas en la Internet. Para eliminar la confusión y las reclamaciones fraudulentas por impostores, ahora es oficialmente reconocido por la Oficina de Patentes y Marcas que Serio es Jonathán Pérez, el único Serio. Además de registrar su nombre en él 2011, Serio lanzó su tercer álbum, "Part: 3 Gansterism", que cuenta con MC Magic en 2 canciones, "Serio Come Back" y "Ill Never Forget".
También se incluyen en álbum, Lighter Shade of Brown, Conejo, y Mr. Midget Loco. "Soy Chicano Rap" es él nuevo álbum de Serio, publicado el 13 de febrero de 2013. Serio no decepciona a los aficionados con su controvertida canción, "Don't Hate Me Because I'm Mexican", una declaración destinada a ejercer presión sobre el gobierno actual para desarrollar un equitativo justo enfoque de la reforma de inmigración. Otra gran canción, "Sexy Ladies", filtrada a los DJ del club antes del lanzamiento del álbum, ya se puede escuchar en todo el país.
Serio ha logrado mucho en su carrera (incluso invento él término "Washifas", que significa "Estado de Washington" en una lista de palabras reconocidas en él idioma Caló). Ha vendido más de un cuarto de millón de unidades alrededor de todo el mundo y continúa trabajando en la industria de la música. Serio tiene planes de lanzar su primer libro en el futuro y espera a enfocarse en desarrollar una carrera en actuación. Él ha sido y seguirá siendo una voz para los derechos de los mexicanos y de esforzarse en ser lo mejor que puede estar en todo lo que hace.

## Activismo
En 2012, Serio lanzó su nuevo sencillo "Don't Hate Me Because I'm Mexican", con Proper Dos y Conejo. La canción es una respuesta de Serio para gente como Joe Arpaio, alguacil del condado de Maricopa, en el estado de Arizona, que practica abiertamente racismo a los inmigrantes. De hecho, parece que nomás andan buscando maneras de cómo pueden deportar a los mexicanos (incluso violando de sus derechos constitucionales). Tal vez es en respuesta a las personas como él gobernador de Arizona, Jan Brewer, quien promulgó la ley de Arizona SB1070 también conocida como la tristemente ley "Muéstreme sus documentos legales". Una ley que, según muchos, es una de las leyes más racistas que existen en los Estados Unidos. Tal vez sea una respuesta a la gente y los políticos que pedían a los dos partidos políticos a "Intensificar la lucha contra la inmigración ilegal." Podría ser una respuesta como para él presidente Barack Obama, que envió 1.200 soldados de la Guardia Nacional a la frontera de México para hacer cumplir la nueva ley en Arizona. Esta canción es definitivamente un mensaje de Serio que ya es hora de La Raza a ponerse de pie y decir a todos "Esta es nuestra tierra! "Estas leyes nos afectan a todos, mexicanos y chicanos. Debemos de ser tratados justo e igualmente como cualquier otra persona en los Estados Unidos. "Don't Hate Me Because I'm Mexican" es el primer sencillo de su nuevo álbum "Soy Chicano Rap" recientemente lanzado el 13 de febrero de 2013.

## Discografía

### Álbumes de estudio
- 2006 Nightmares Turned Into Reality
- 2009 N.T.I.R. Part 2 The Revenge Of Serio
- 2011 Gansterism Part 3
- 2013 Soy Chicano Rap

### Sencillos
| Año  | Canción                             | Posiciones en lista | Posiciones en lista | Posiciones en lista | Posiciones en lista | Álbum                                |
| Año  | Canción                             | Billboard Hot 100   | US R&B / Hip-Hop    | US Rap              | UK Singles Chart    | Álbum                                |
| ---- | ----------------------------------- | ------------------- | ------------------- | ------------------- | ------------------- | ------------------------------------ |
| 2005 | "They Call Me Serio"                | -                   | -                   | -                   | -                   | Nightmares Turned Into Reality       |
| 2006 | "I Got To Have You"                 | -                   | -                   | -                   | -                   | Nightmares Turned Into Reality       |
| 2007 | "The End Of The World"              | -                   | -                   | -                   | -                   | Nightmares Turned Into Reality       |
| 2008 | "Serio Controla"                    | -                   | -                   | -                   | -                   | N.T.I.R. Part 2 The Revenge Of Serio |
| 2009 | "In L.A."                           | -                   | -                   | -                   | -                   | N.T.I.R. Part 2 The Revenge Of Serio |
| 2010 | "Speakin On It"                     | -                   | -                   | -                   | -                   | Gansterism Part 3                    |
| 2011 | "Serio Come Back"                   | -                   | -                   | -                   | -                   | Gansterism Part 3                    |
| 2012 | "Don't Hate Me Because I'm Mexican" | -                   | -                   | -                   | -                   | Soy Chicano Rap                      |
| 2013 | "Serio's In The Club"               | -                   | -                   | -                   | -                   | Nightmares Turned Into Reality       |
| 2014 | "Sexy Ladies"                       | -                   | -                   | -                   | -                   | Soy Chicano Rap                      |
| 2015 | "Chicano Rap"                       | -                   | -                   | -                   | -                   | Soy Chicano Rap                      |
| 2016 | "Baby I Love You"                   | -                   | -                   | -                   | -                   | Gansterism Part 3                    |
| 2023 | "They're Just Jealous"              | -                   | -                   | -                   | -                   | Soy Chicano Rap                      |
| 2024 | "Pull That Heat"                    | -                   | -                   | -                   | -                   | Cipher King Serio                    |

## Filmografía

### Cine
| 2009 | Blazed            | No       | DJ y Ladron |
| Año  | Película          |          |             |
| Año  | Película          | Director | Actor       |
| 2010 | The Rise Of Serio | No       | Estrella    |
| Año  | Película          |          |             |
| Año  | Película          | Director | Actor       |
| 2011 | Gansterism Part 3 | No       | Estrella    |
| Año  | Película          |          |             |
| Año  | Película          | Director | Actor       |
| 2024 | King Serio        | No       | Estrella    |

### Novelas
- The Cure to Recidivism (2023)